# GAC GS4

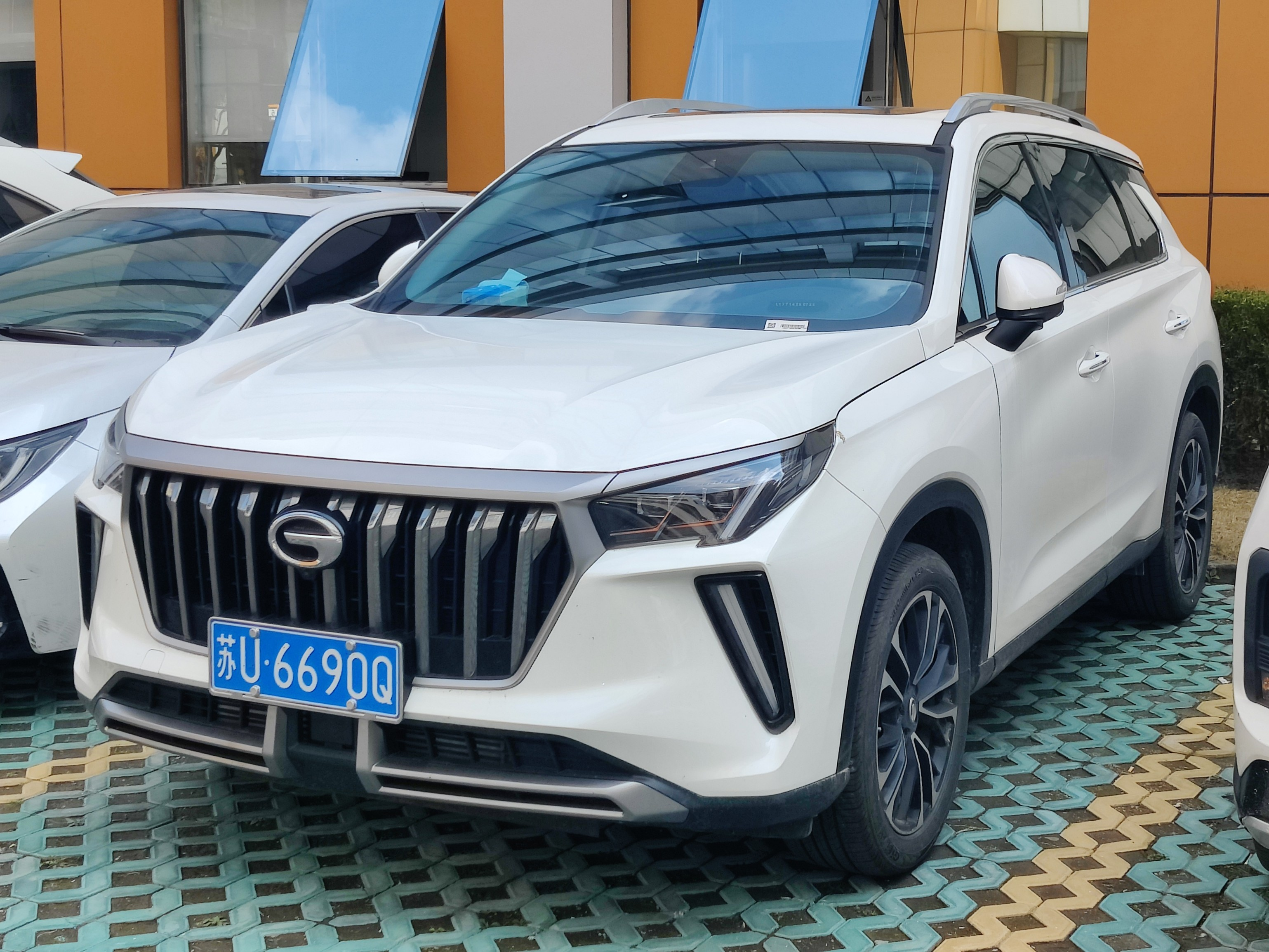
Trumpchi GS4 Plus

GAC GS4 — компактный кроссовер, выпускаемый китайской компанией GAC Group.

## Первое поколение (A28/A32)
Первое поколение автомобиля GAC GS4 было представлено на Североамериканском международном автосалоне 2015. Цены на автомобиль варьировались от 80000 до 120000 юаней. Компания заявила, что на североамериканском рынке автомобиль будет стоить дешевле Toyota RAV4. 

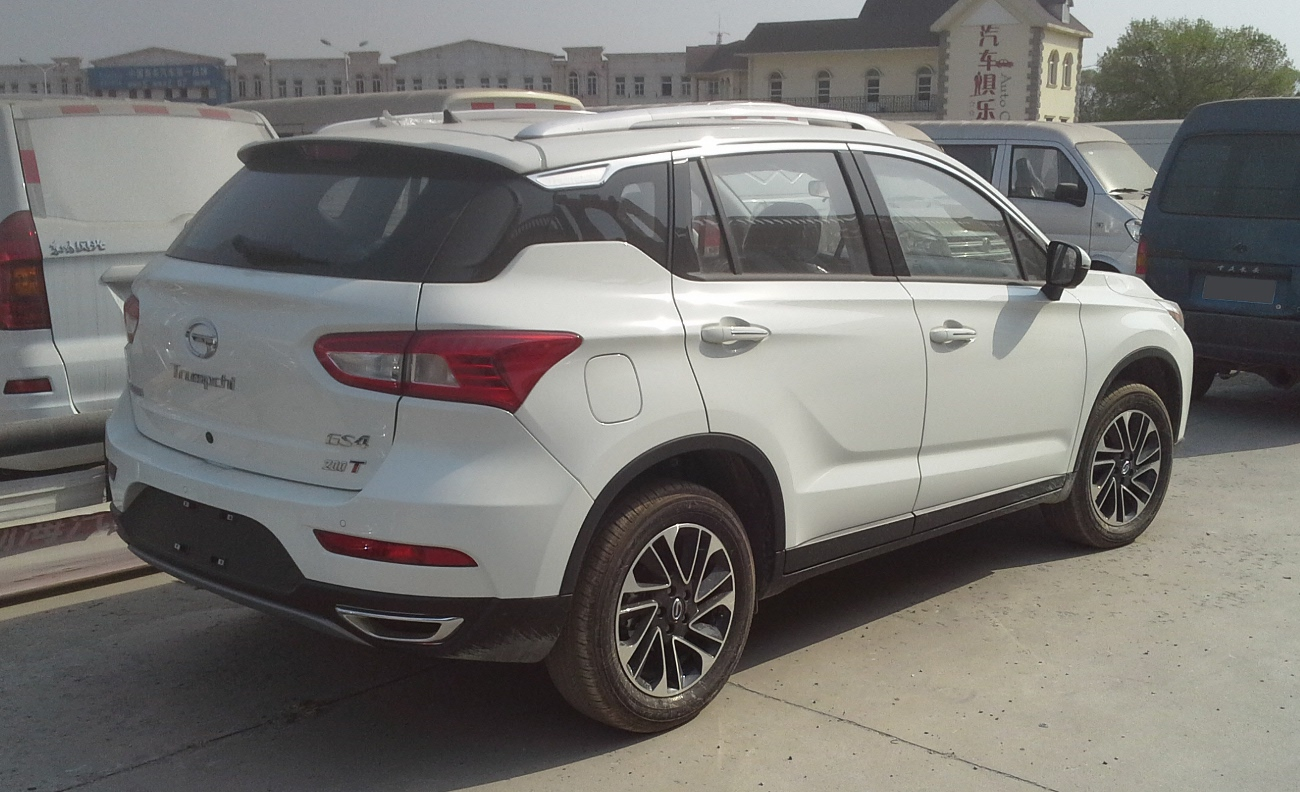
Вид сзади
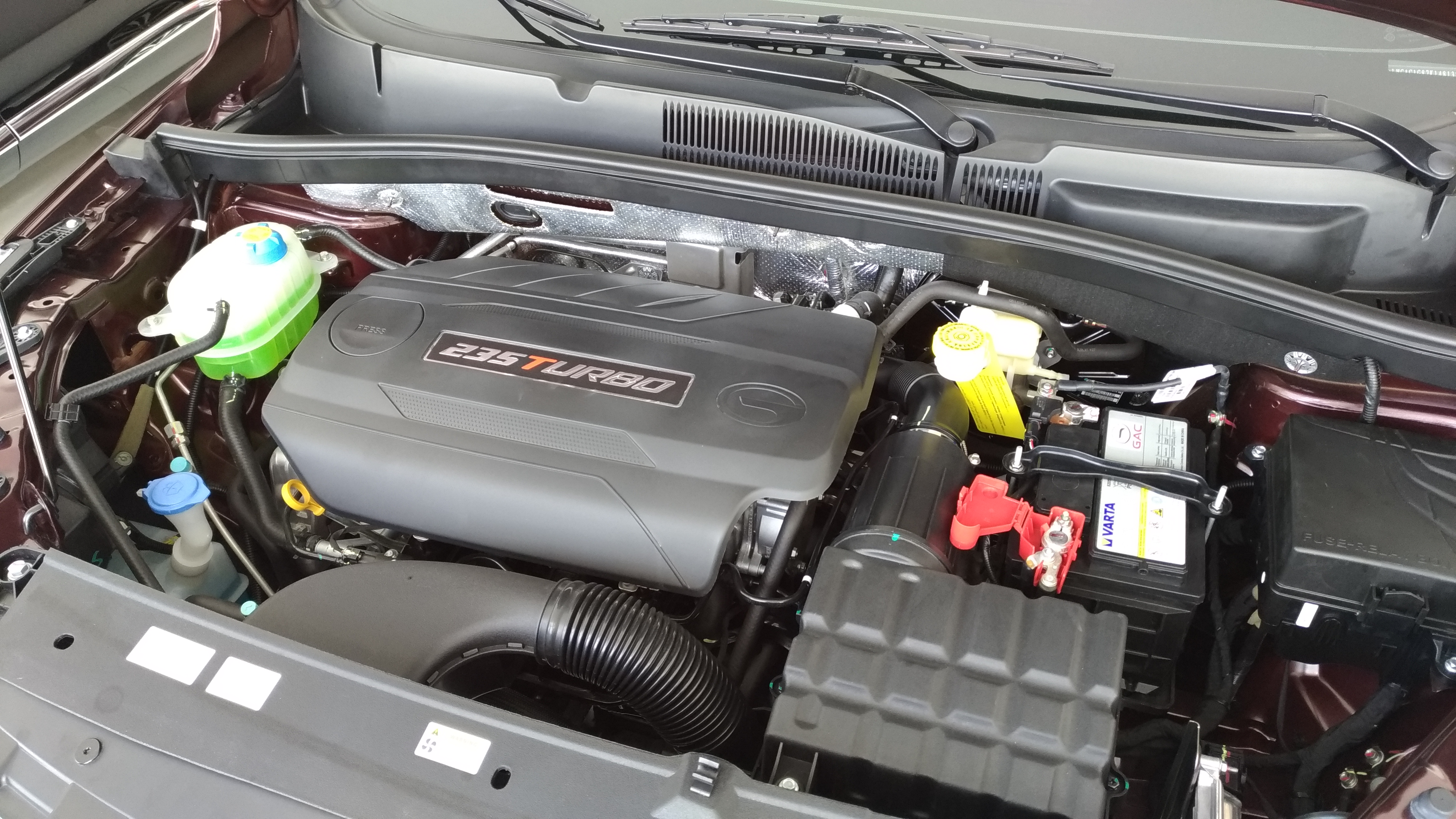
Моторный отсек
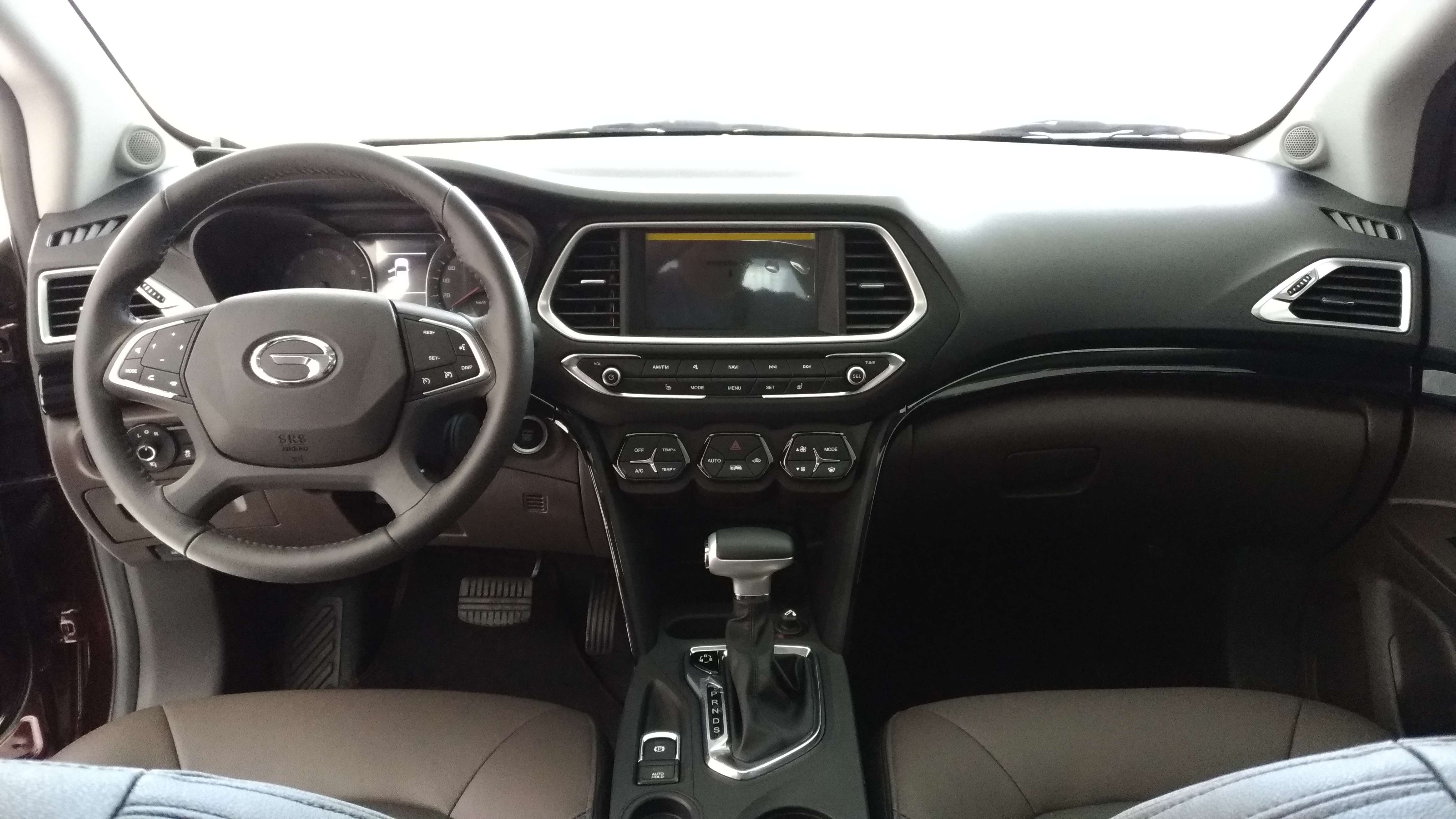
Место водителя
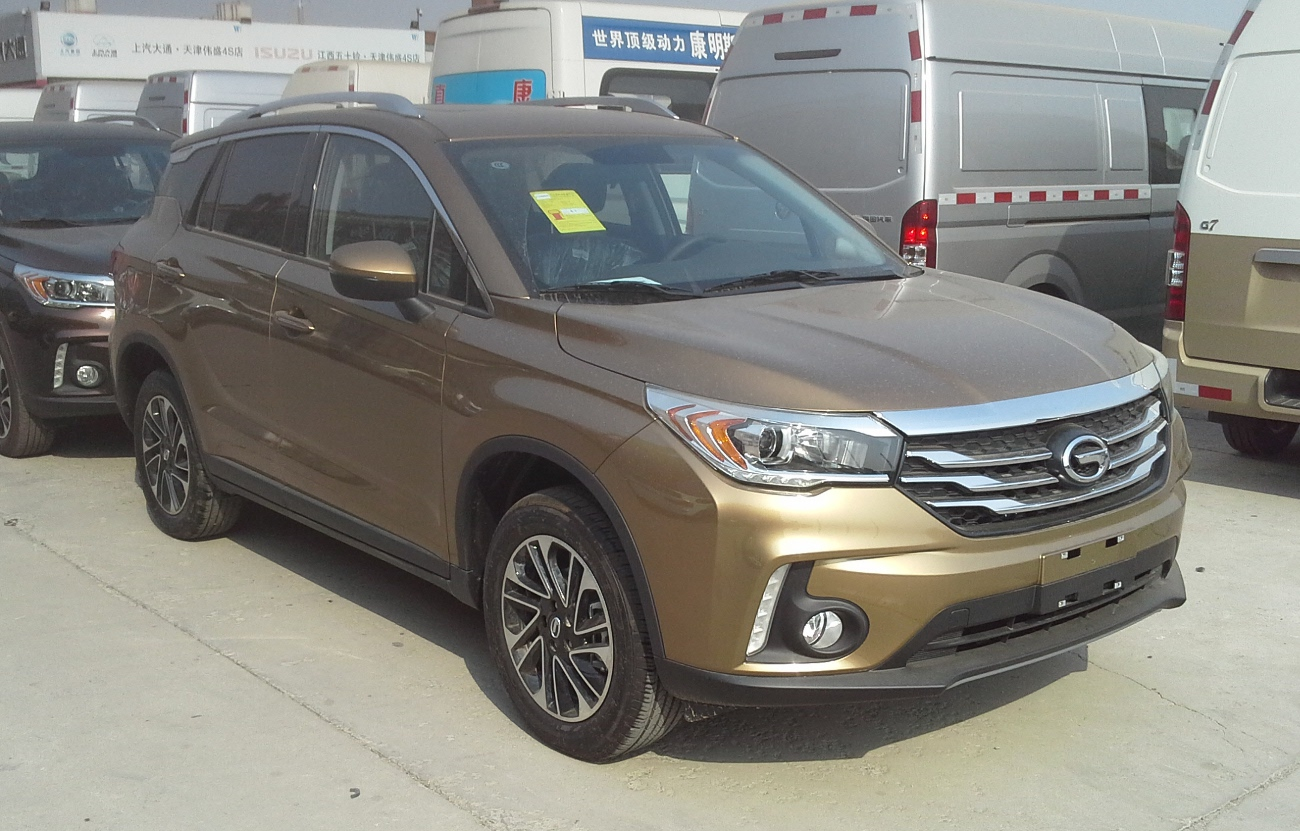
Вид спереди

### Trumpchi GS4 EV
Trumpchi GS4 EV является электромобилем на базе GAC GS4. Дебютировал на Auto Guanzhou 2015.

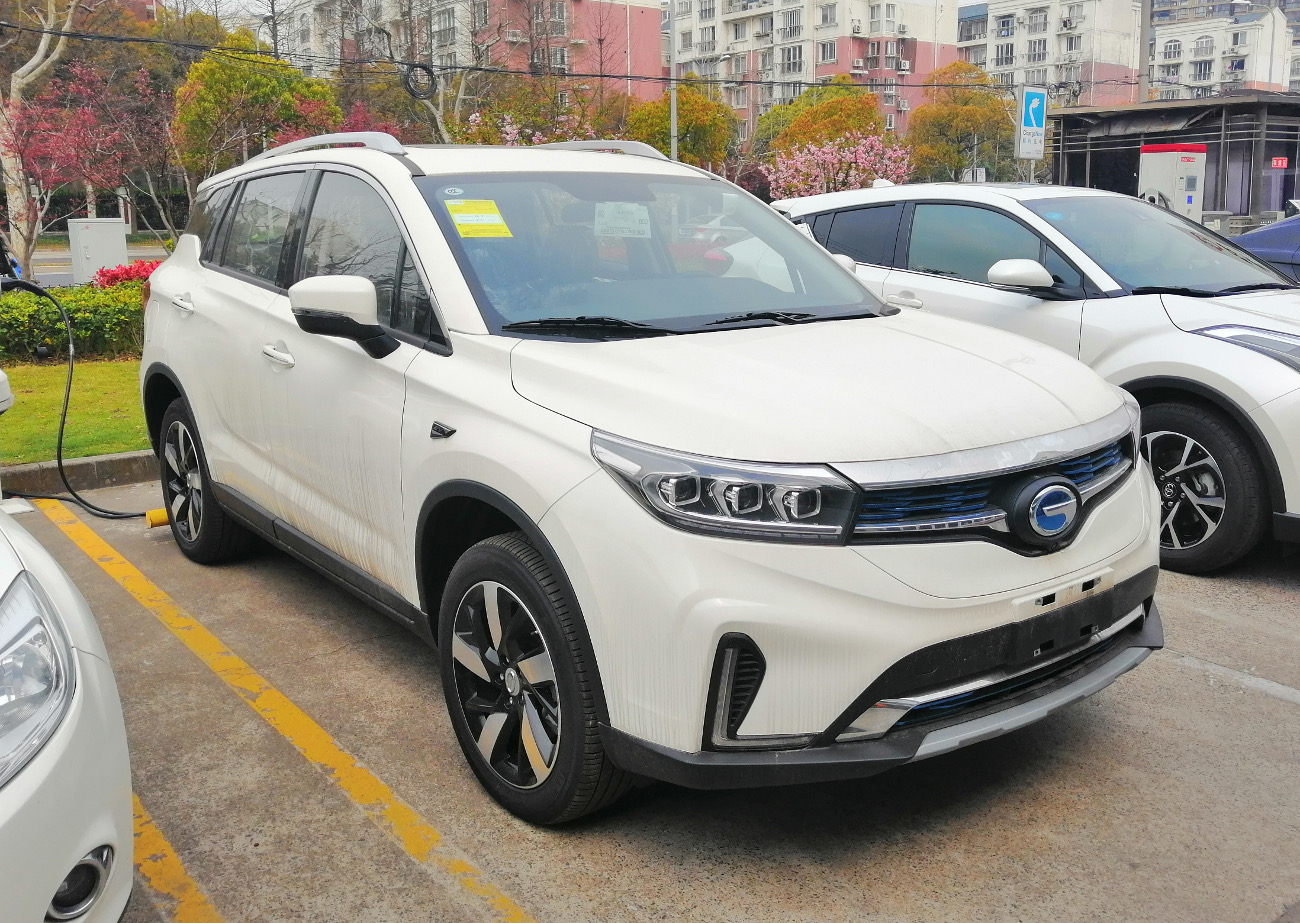
GAC-Toyota Leahead ix4
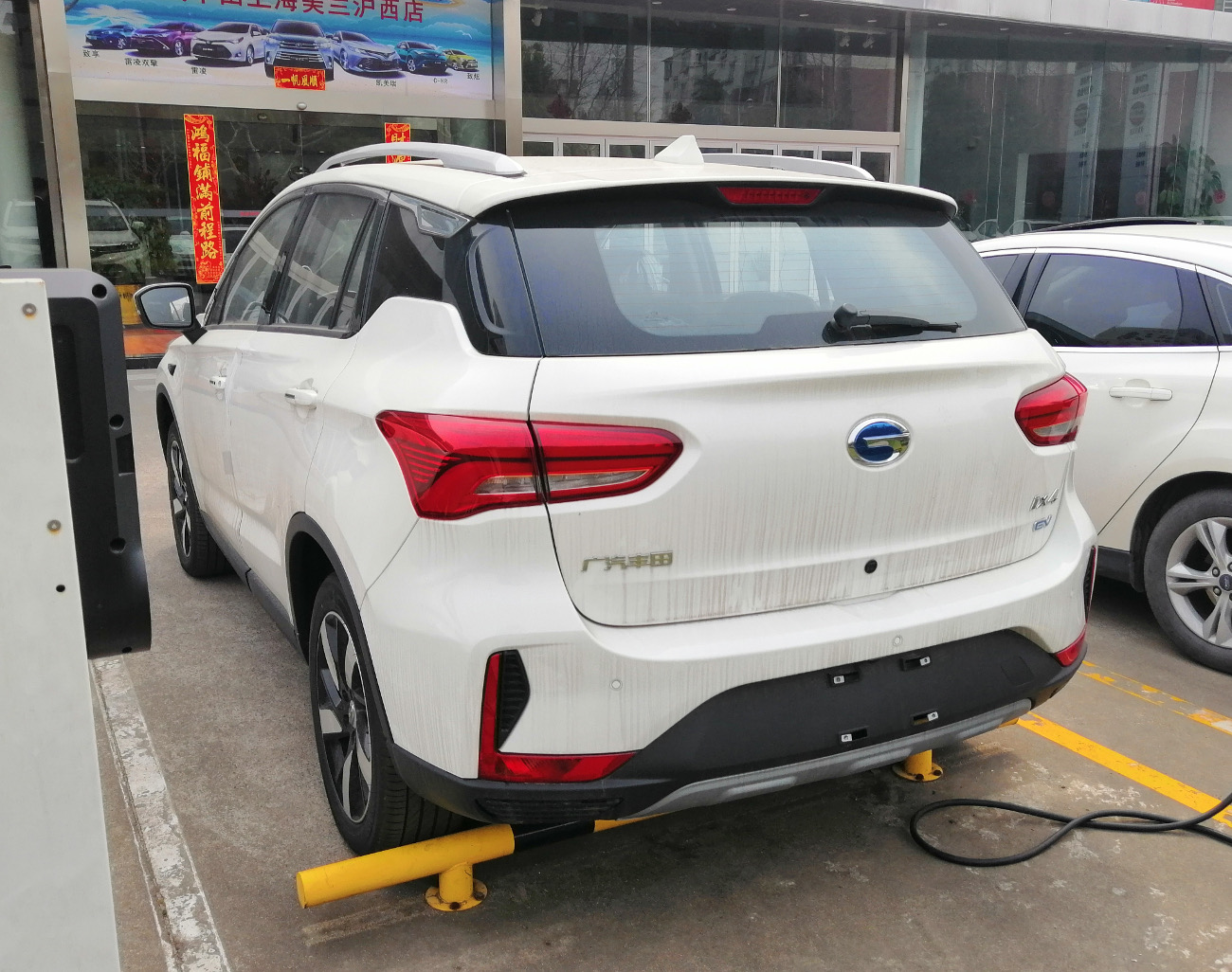
Вид сзади

### Trumpchi GS4 PHEV
Trumpchi GS4 PHEV являлся гибридным автомобилем на базе GAC GS4. Он оснащён 1,5-литровым двигателем внутреннего сгорания с подключаемым модулем G-MC мощностью 97 л. с. и крутящим моментом 300 Н·м.

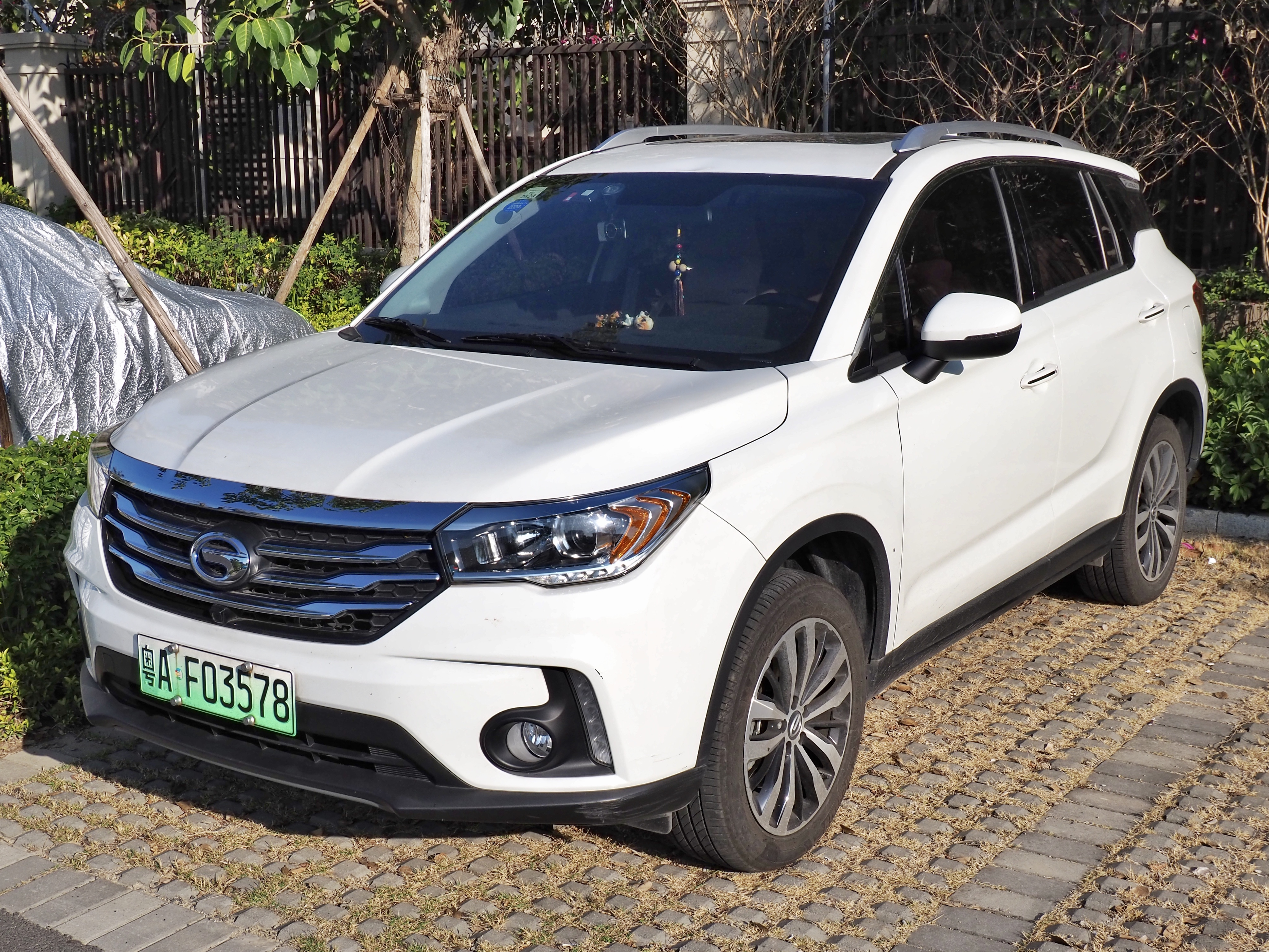
Trumpchi GS4 PHEV
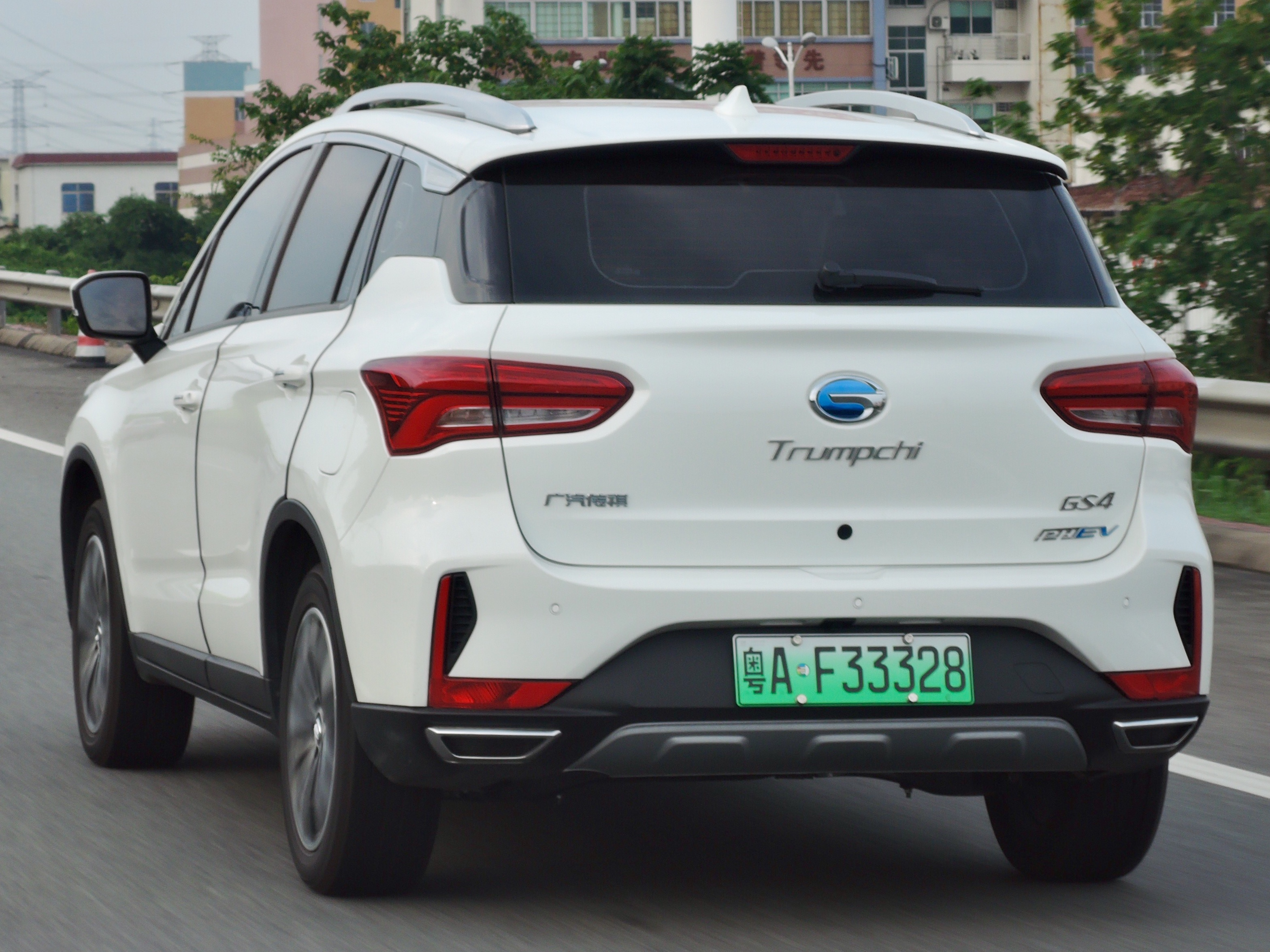
Вид сзади
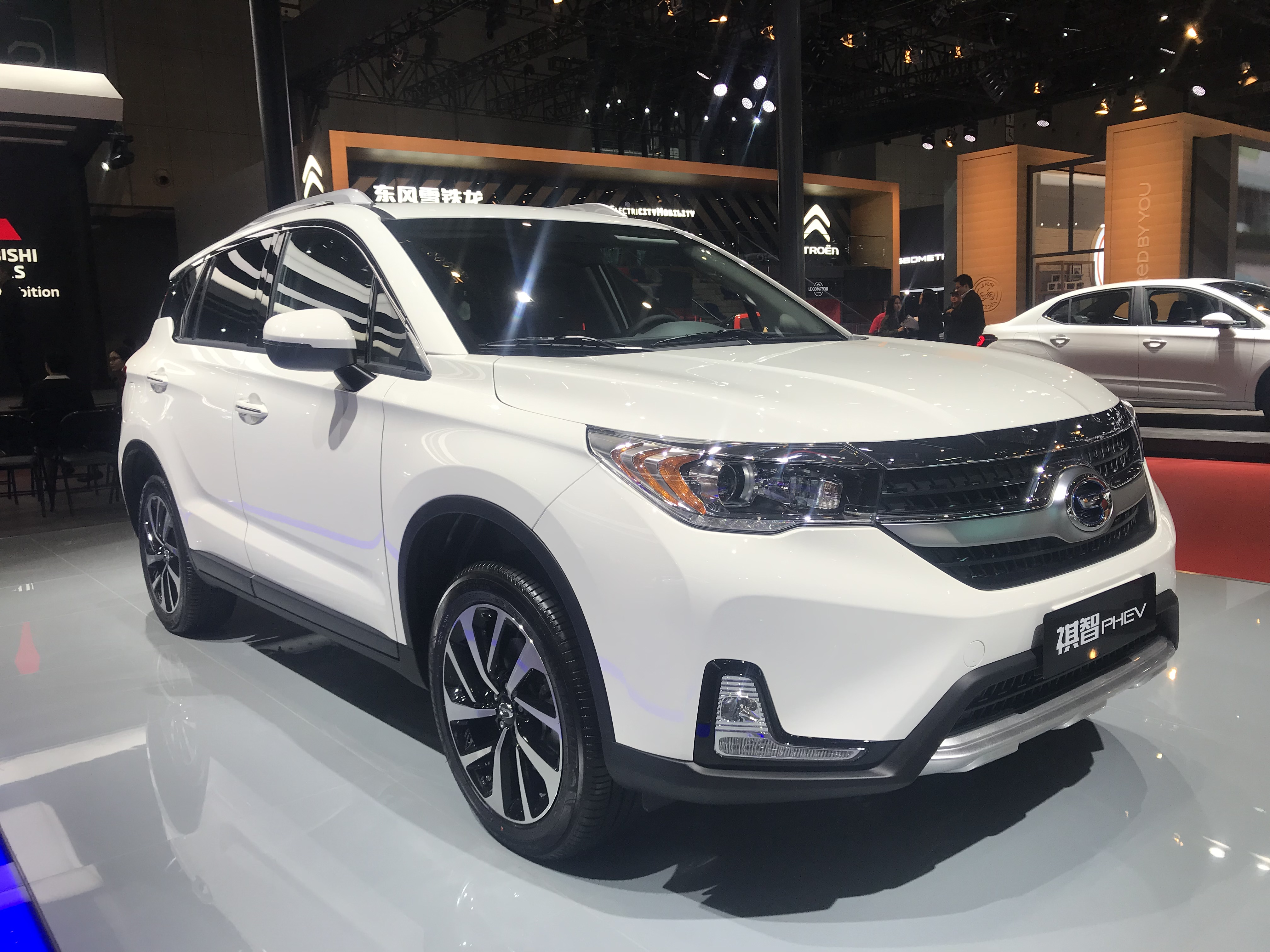
GAC-Mitsubishi Eupheme PHEV
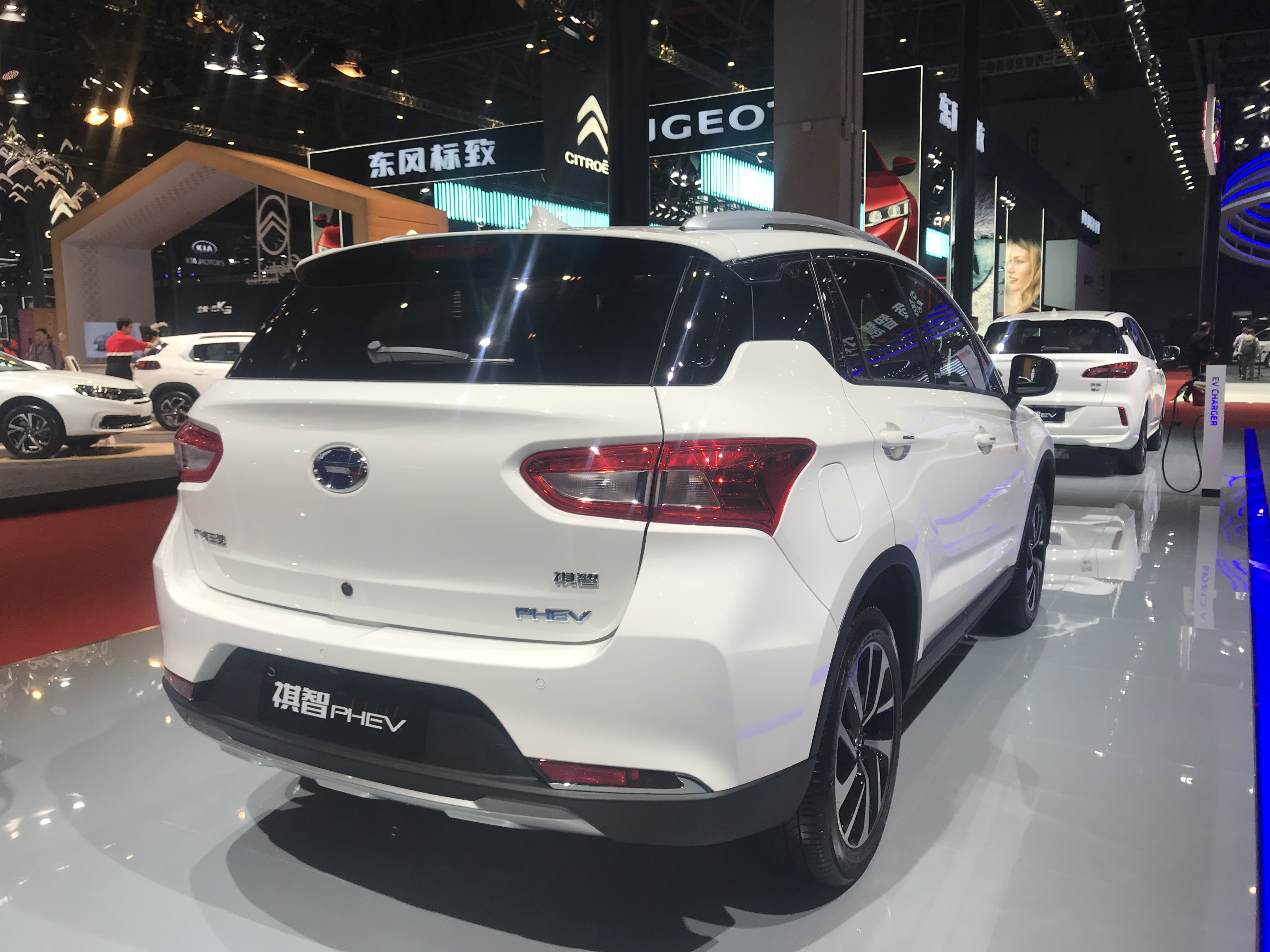
Вид сзади

### Рестайлинг
В июне 2018 года автомобиль GAC GS4 прошёл рестайлинг. Индекс поменялся с A28 на A32.

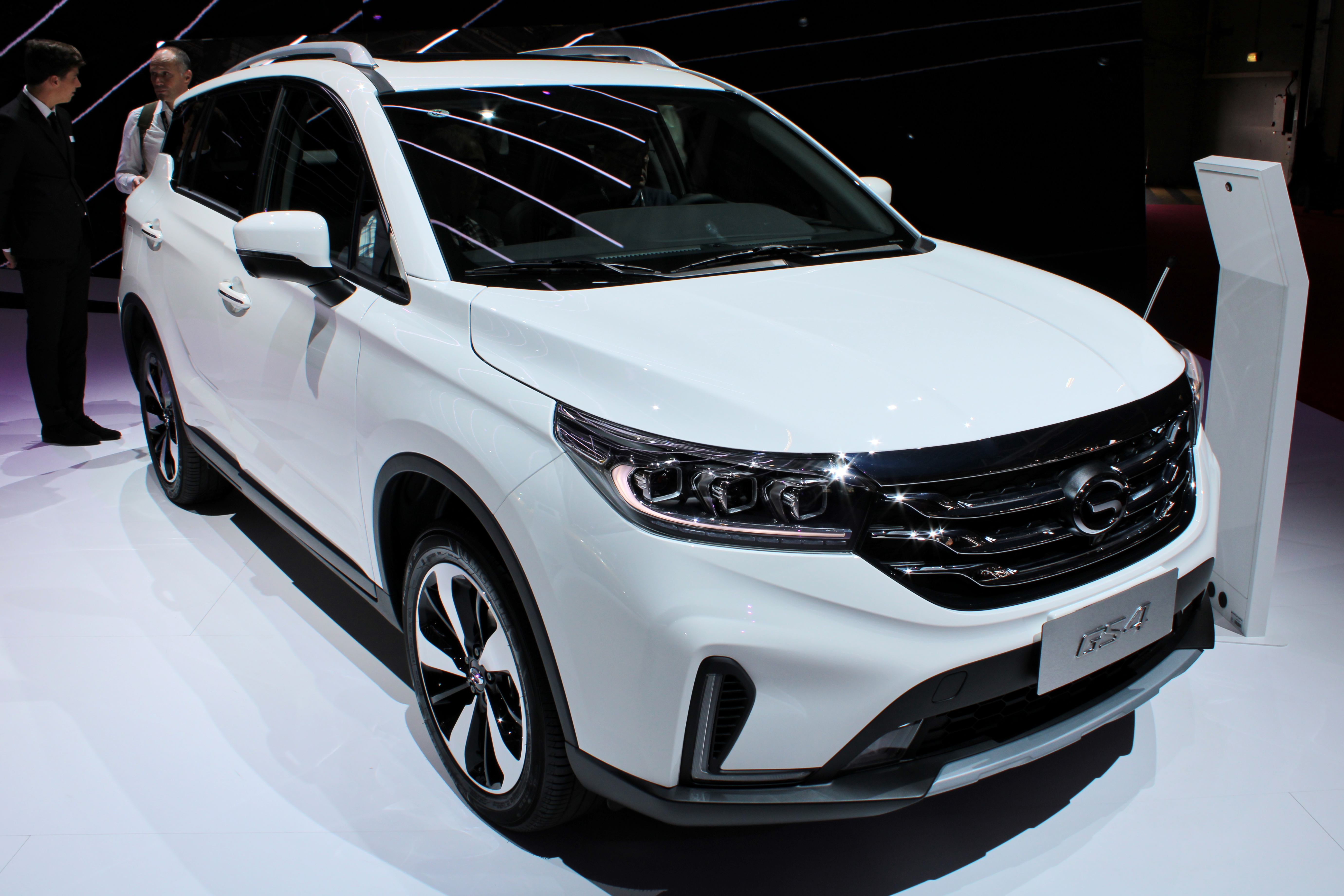
Рестайлинг передней части
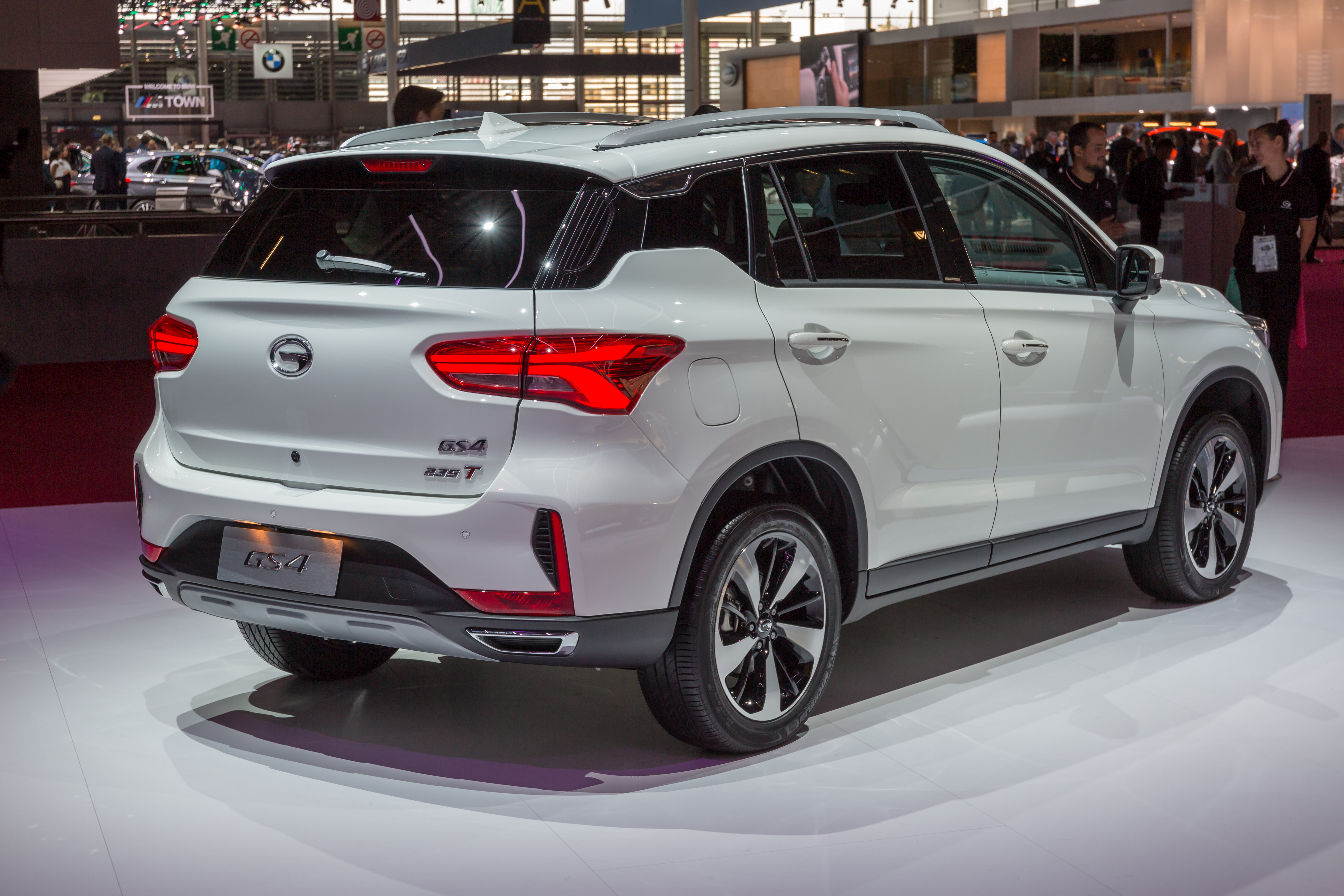
Рестайлинг задней части

## Второе поколение (A39)
Второе поколение автомобиля GAC GS4 дебютировало в сентябре 2019 года. Серийно автомобиль выпускается с ноября 2019 года.

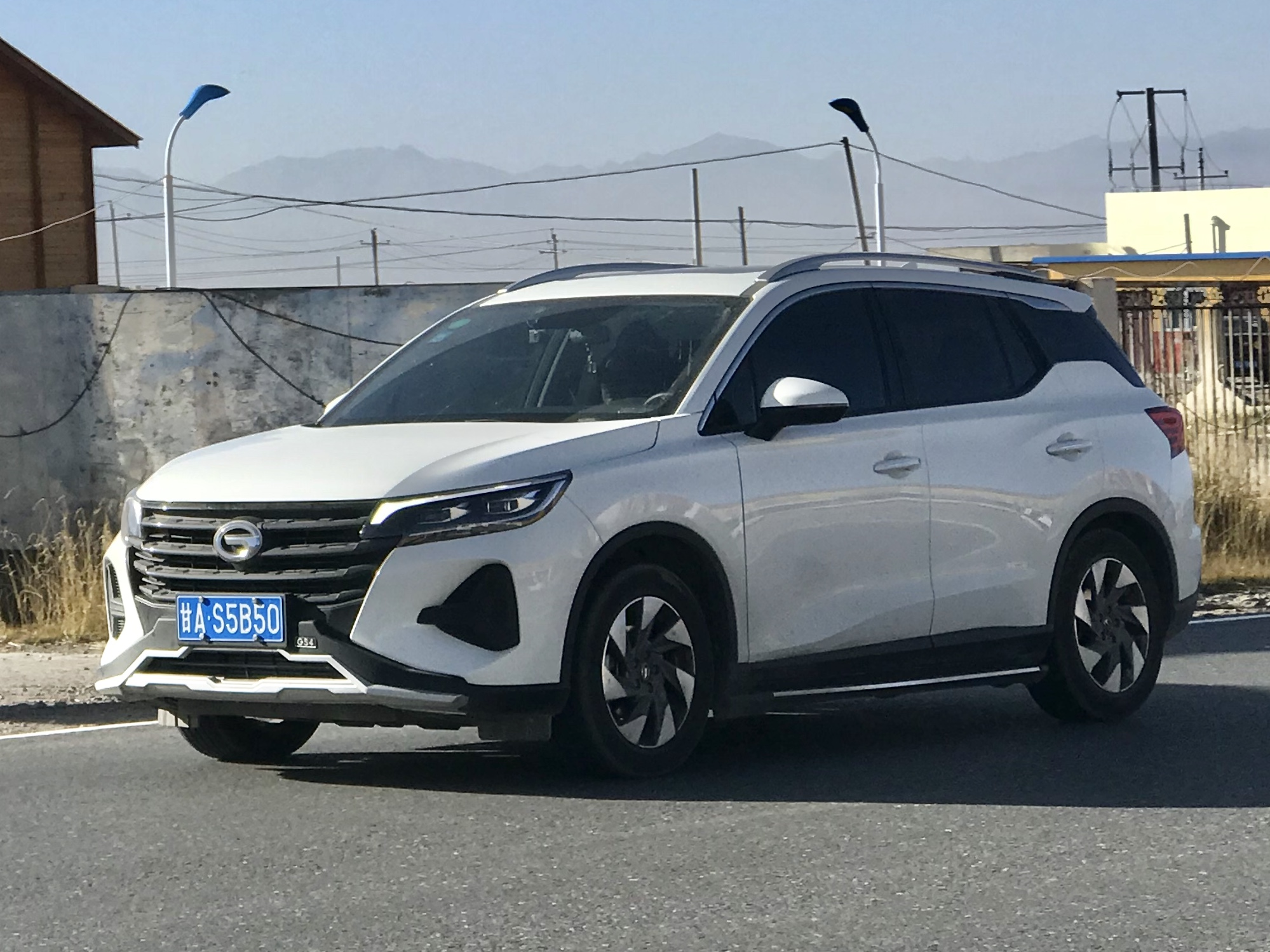
Trumpchi GS4
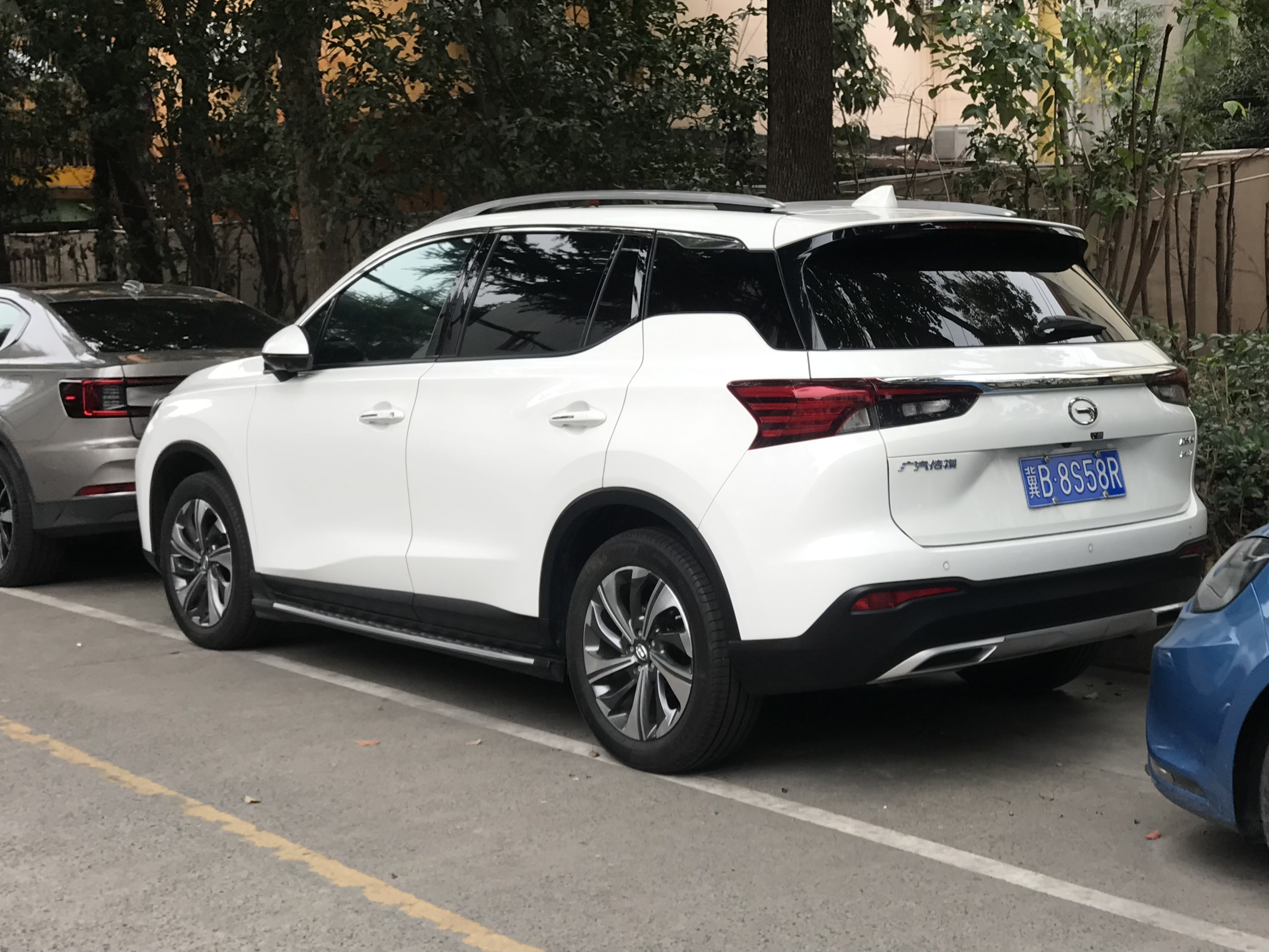
Вид сзади

### Trumpchi GS4 II PHEV
Гибридный автомобиль на базе GAC GS4 выпускается с апреля 2020 года. Он оснащён 1,5-литровым двигателем внутреннего сгорания с турбонаддувом мощностью 150 л. с. и крутящим моментом 220 Н·м, включая электродвигатель мощностью 177 л. с.

### Trumpchi GS4 Coupe
Купеобразный кроссовер под названием Trumpchi GS4 Coupe выпускается параллельно со вторым поколением GAC GS4, но с семиступенчатой трансмиссией с двойным сцеплением.

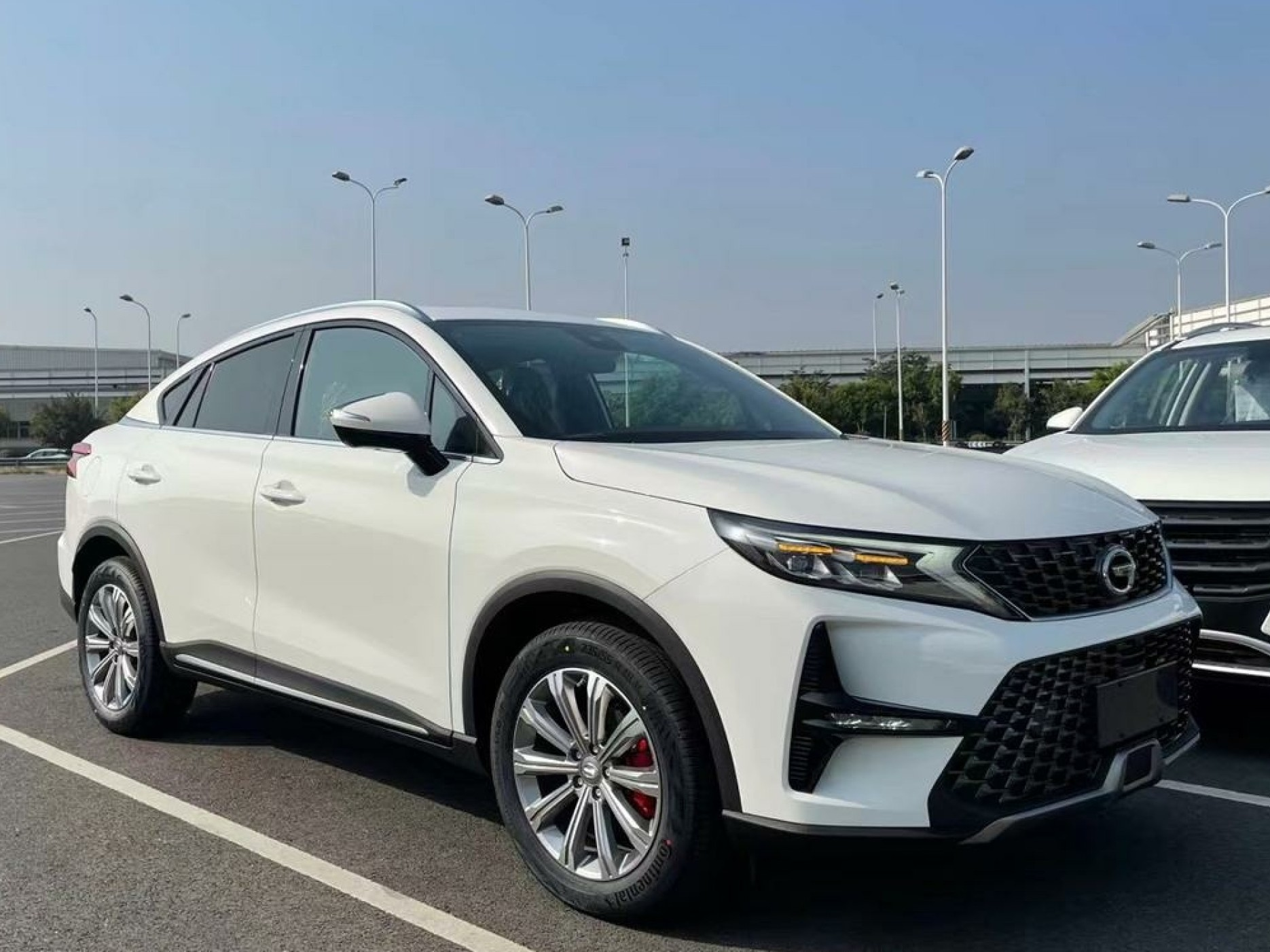
Trumpchi GS4 Coupe
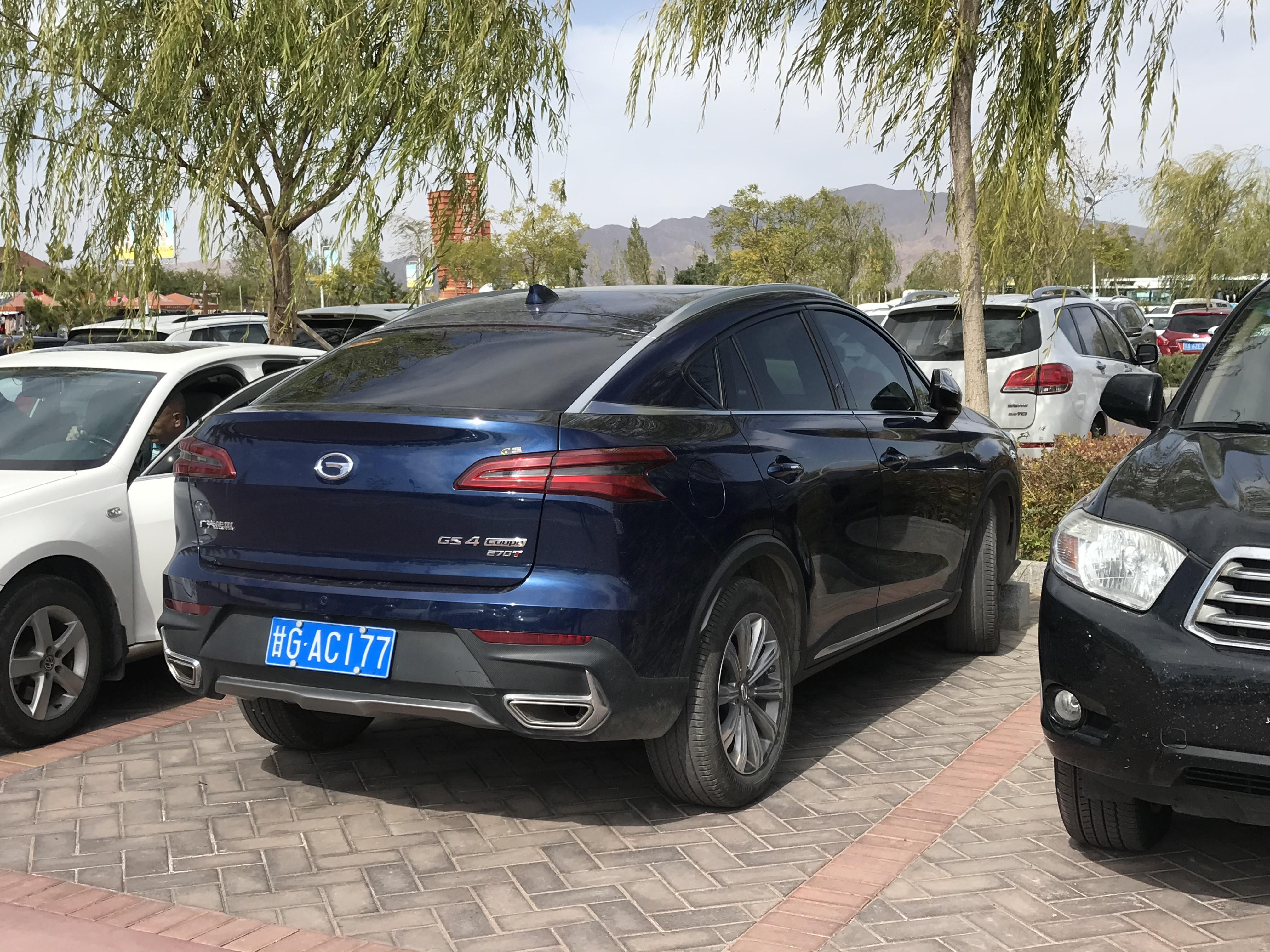
Вид сзади

### Trumpchi GS4 Plus
В 2021 году автомобиль GAC GS4 прошёл рестайлинг и стал называться GS4 Plus.

## Третье поколение (GS4 Max)
В марте 2024 года было анонсировано третье поколение GAC GS4, получившее название GS4 Max. Базовая модель — GAC Emkoo. Автомобиль оснащён 1,5-литровым турбодвигателем в паре с семиступенчатой трансмиссией с двумя сцеплениями мощностью 130 кВт (177 л. с.) и крутящим моментом 270 Н⋅м. Заявленный расход топлива — 6,8 л/100 км, а запас хода — 800 км по циклу WLTC. В России старт продаж намечен на конец 2024 года.

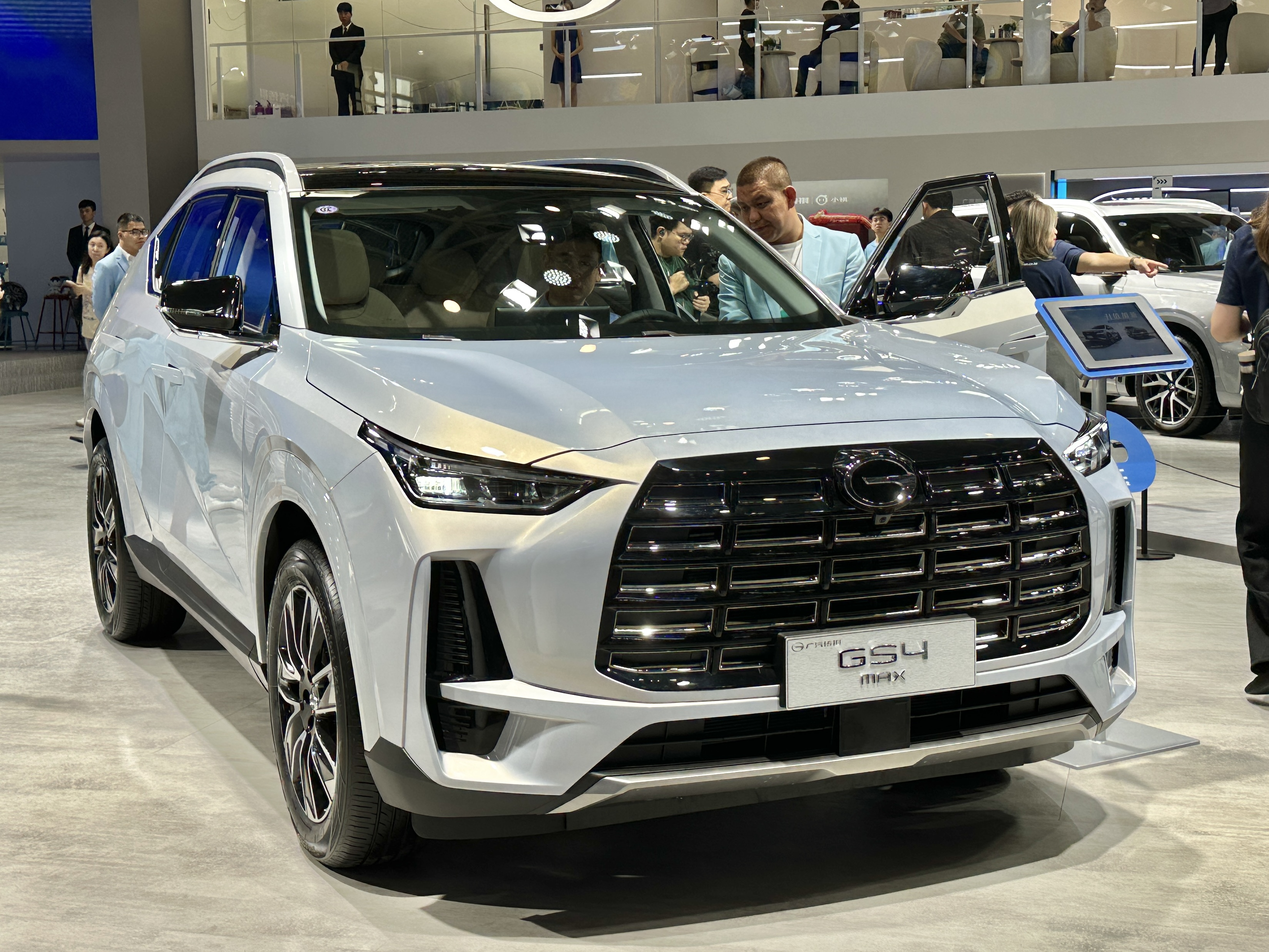
Вид спереди
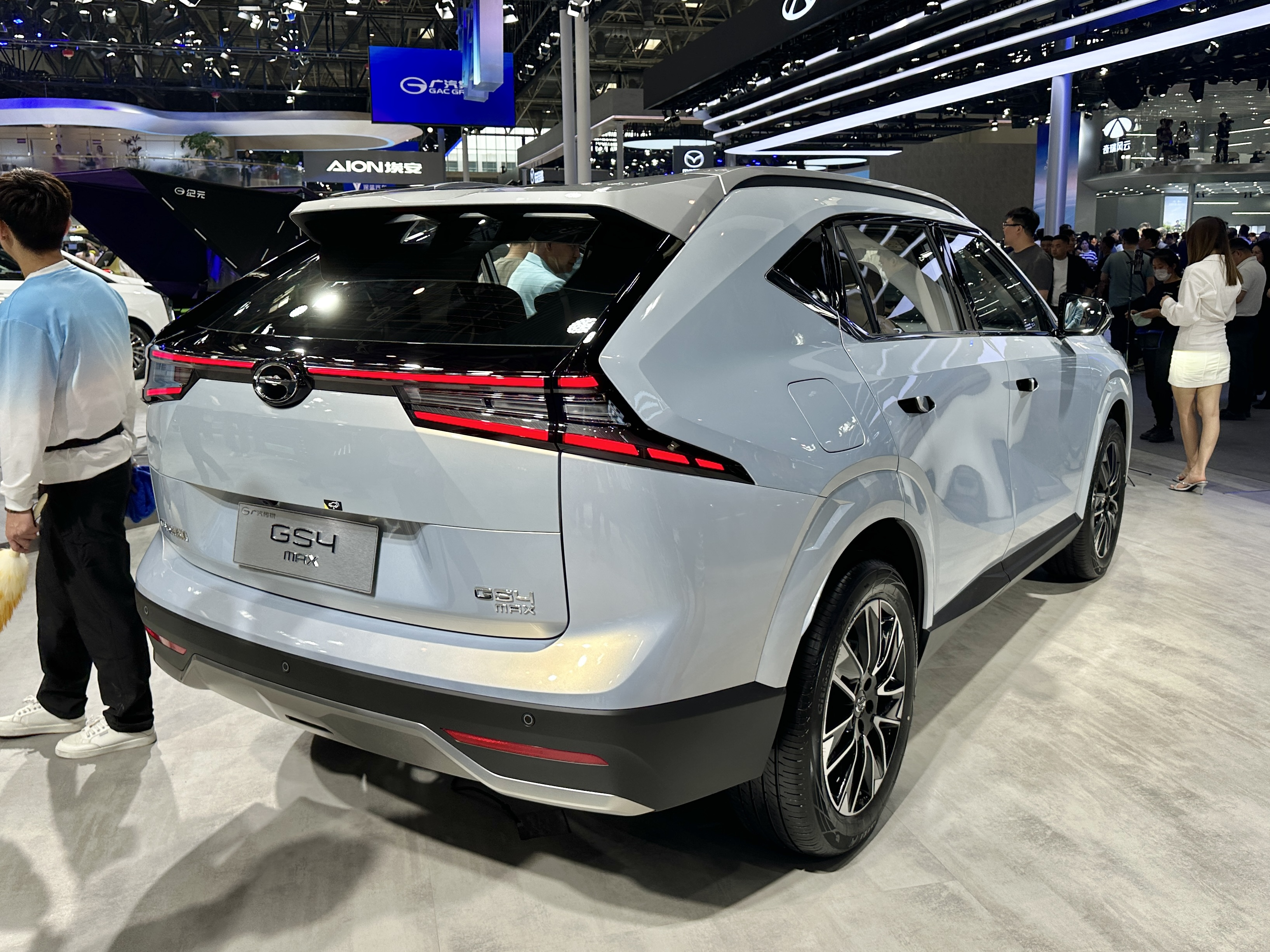
Вид сзади

### Технические характеристики
| Модель      | Годы производства      | Трансмиссия | Мощность при об/мин                 | Крутящий момент при об/мин   | 0–100 км/ч (0–62 миль/ч) (Официально) | Максимальная скорость |
| ----------- | ---------------------- | ----------- | ----------------------------------- | ---------------------------- | ------------------------------------- | --------------------- |
| 1.5 L Turbo | 2024 — настоящее время | 7-скор. DCT | 130 кВт (177 л. с.) при 5500 об/мин | 270 Н⋅м при 1400—4500 об/мин | 8,8 сек.                              | 190 км/ч (118 миль/ч) |